# Asota aphidas
Asota aphidas är en fjärilsart som beskrevs av Carl Heinrich Hopffer 1857. Asota aphidas ingår i släktet Asota och familjen nattflyn. Inga underarter finns listade i Catalogue of Life.